# Фантастичне звери: Тајне Дамблдора
Фантастичне звери: Тајне Дамблдора (енгл. Fantastic Beasts: The Secrets of Dumbledore) је фантастични филм из 2022. године, режисера Дејвида Јејтса, док су сценарио написали Џ. К. Роулинг и Стив Клоувс, према Роулингиној оригиналној причи. Наставак је филма Фантастичне звери: Гринделвалдови злочини (2018), трећи је филм у серијалу Фантастичне звери и једанаесто је остварење у франшизи Чаробњачки свет. Главне улоге тумаче Еди Редмејн, Џуд Ло, Езра Милер, Ден Фоглер, Алисон Судол, Калум Тарнер, Џесика Вилијамс, Кетрин Вотерстон и Мадс Микелсен. Смештен неколико година након догађаја из претходног филма, филм прати Албуса Дамблдора који задаје Њуту Скамандру и његовим савезницима мисију која их води у срце војске мрачног чаробњака Гелерта Гринделвалда.
Одувек замишљен да буде „барем” трилогија, трећи филм из серијала Фантастичне звери требало је да буде објављен у новембру 2020. године. Датум изласка је касније померен на јул 2022, а велики део главних глумаца из прва два филма потврдио је своје учешће у марту 2020. године. Главно снимање је требало да почне почетком 2020, али је одложено због пандемије ковида 19, а на крају коначно почело у септембру те године. Џони Деп, који је глумио Гринделвалда у претходним филмовима, првобитно је требало да се врати и снимио је једну сцену за филм, али је у новембру 2020. дао оставку након недавног негативног публицитета; Микелсен га је заменио касније тог месеца. Снимање је трајало до фебруара 2021. године.
Филм је премијерно приказан 29. марта 2022. у Лондону, док је у британским биоскопима издат 8. априла, а у америчким 15. априла исте године. Добио је помешане рецензије од стране критичара, који су га сматрали побољшањем у односу на претходни филм, а такође су похвалили Микелсенову глуму.

## Радња
У Гуејлину, Кина, 1932. године, Њут Скамандер помаже чилину — магичном створењу које може да види у нечију душу, као и у будућност — да се породи. Следбеници Гелерта Гринделвалда, предвођени Криденсом Голокостом, нападају и убијају мајку и киднапују новорођенче. Гринделвалд затим убија створење да би искористио његову способност предвиђања. Међутим, без њиховог знања, чилин је родио близанце, од којих је Њут спасио млађег.
У немогућности да се бори са Гринделвалдом због њиховог крвног пакта, Албус Дамблдор регрутује Њута, његовог брата Тезеја, професорку чини Лали Хикс, сенегалско-француског чаробњака Јусуфа Каму, америчког нормалца Џејкоба Ковалског и Њутову помоћницу Банти Бродејкер да осујете Гринделвалдов план за светску доминацију. Јусуф Кама је добио задатак да се инфилтрира у Гринделвалдов ужи круг, док су остали послати у Берлин. Они тамо сведоче како је Гринделвалд ослобођен свих кривичних оптужби од стране Међународне конфедерације чаробњака (МКЧ) и потом се кандидује за функцију Врховног Магвампа. Њут је пренео Дамблдорову поруку Антону Вогелу, тренутном Врховном Магвампу, да уради исправну, а не једноставну ствар. Вогел каже савету МКЧ-а да верује да би хапшењем Гринделвалда могао да добије већу подршку, али ће Гринделвалд поразом на легитимним изборима изгубити своју подршку. Дамблдор је касније рекао Њуту да је Вогел изабрао једноставну ствар.
Гринделвалдови помоћници, који су продрли у немачко министарство магије, хапсе Тезеја и планирају атентат на бразилску кандидаткињу за Врховног Магвампа, Висенсију Сантос. Дамблдор задају Њуту да спасе Тезеја, а Лали, са Џејкобом, да спречи атентат. Док Њут спасава свог брата из тајног немачког чаробњачког затвора, Лали и Џејкоб спречавају покушај убиства; међутим, Џејкоб је касније оптужен да је покушао да убије Гринделвалда, и он и Лали једва побегну, дајући Гринделвалду разлог да окрене свет чаробњака против свих нормалаца. У међувремену, Гринделвалд је послао Криденса да убије Дамблдора. Дамблдор брзо побеђује Криденса, за кога се открива да је ванбрачни син Албусовог млађег брата, Аберфорта Дамблдора. Сазнавши ко му је отац, Криденс почиње да доводи у питање своју лојалност Гринделвалду.
Светски лидери чаробњака окупљају се у Бутану да изаберу новог Врховног Магвампа, где ће се, према древној традицији, чилин поклонити ономе који је чистог срца и кога сматра достојним. Будући да је у стању да види будућност, Гринделвалд зна да ће Дамблдор и Њут довести близанца чилина на церемонију. Он поставља своје следбенике у бутанском селу како би пресрели Дамблдоров тим. Дамблдор зна за ово, па је припремио пет идентичних кофера да би их збунио, након чега чланови његовог тима одлазе одвојено у село.
Гринделвалд користи некромантију да оживи чилина којег је раније убио. Он га доноси у село и током церемоније чилин му се наклања, манипулишући тако изборима. Он одмах објављује рат свим нормалцима и мучи Џејкоба због наводног покушаја атентата на њега; међутим, Криденс, Њут и Квини Голдстин, која се придружила Гринделвалду, а затим га се одрекла, разоткривају га. Банти доводи преживелог чилина, који се потом поклања Дамблдору. Он одбија ту позицију и Сантосова је уместо њега изабран за новог Врховног Магвампа. Бесан, Гринделвалд покушава да убије Криденса, којег штите Албус и Аберфорт. Сукобљавајуће чаролије Дамблдора и Гринделвалда прекидају крвни пакт који их је спречио да нападају једнан другог. Битка између њих двојице која је уследила доводи до пат позиције, а Гринделвалд се пребацује.
Након тога, Аберфорт прихвата умирућег Криденса и води га кући. Џејкоб и Квини се венчавају у његовој бившој пекари у Њујорку, уз присуство већине тима и Тине Голдстин. Дамблдор посматра церемонију издалека. Пре него што се церемонија одржи, Њут га примећује како седи на клупи преко пута и излази да разговара са њим. Дамблдор захваљује Њуту, посматра још мало, а затим одлази сам у ноћ.

## Улоге
| Глумац                  | Улога                                 |
| ----------------------- | ------------------------------------- |
| Еди Редмејн             | Њут Скамандер                         |
| Џуд Ло                  | Албус Дамблдор                        |
| Езра Милер              | Криденс Голокост / Аурелијус Дамблдор |
| Ден Фоглер              | Џејкоб Ковалски                       |
| Алисон Судол            | Квини Голдстин                        |
| Калум Тарнер            | Тезеј Скамандер                       |
| Џесика Вилијамс         | професорка Евлали „Лали” Хикс         |
| Вилијам Надилам         | Јусуф Кама                            |
| Мадс Микелсен           | Гелерт Гринделвалд                    |
| Викторија Јејтс         | Банти Бродејкер                       |
| Ричард Којл             | Аберфорт Дамблдор                     |
| Кетрин Вотерстон        | Порпентина „Тина” Голдстин            |
| Оливер Масучи           | Антон Вогел                           |
| Марија Фернанда Кандидо | Висенсија Сантос                      |
| Фиона Гласкот           | Минерва Макгонагал                    |